# Widukind-Gymnasium Enger

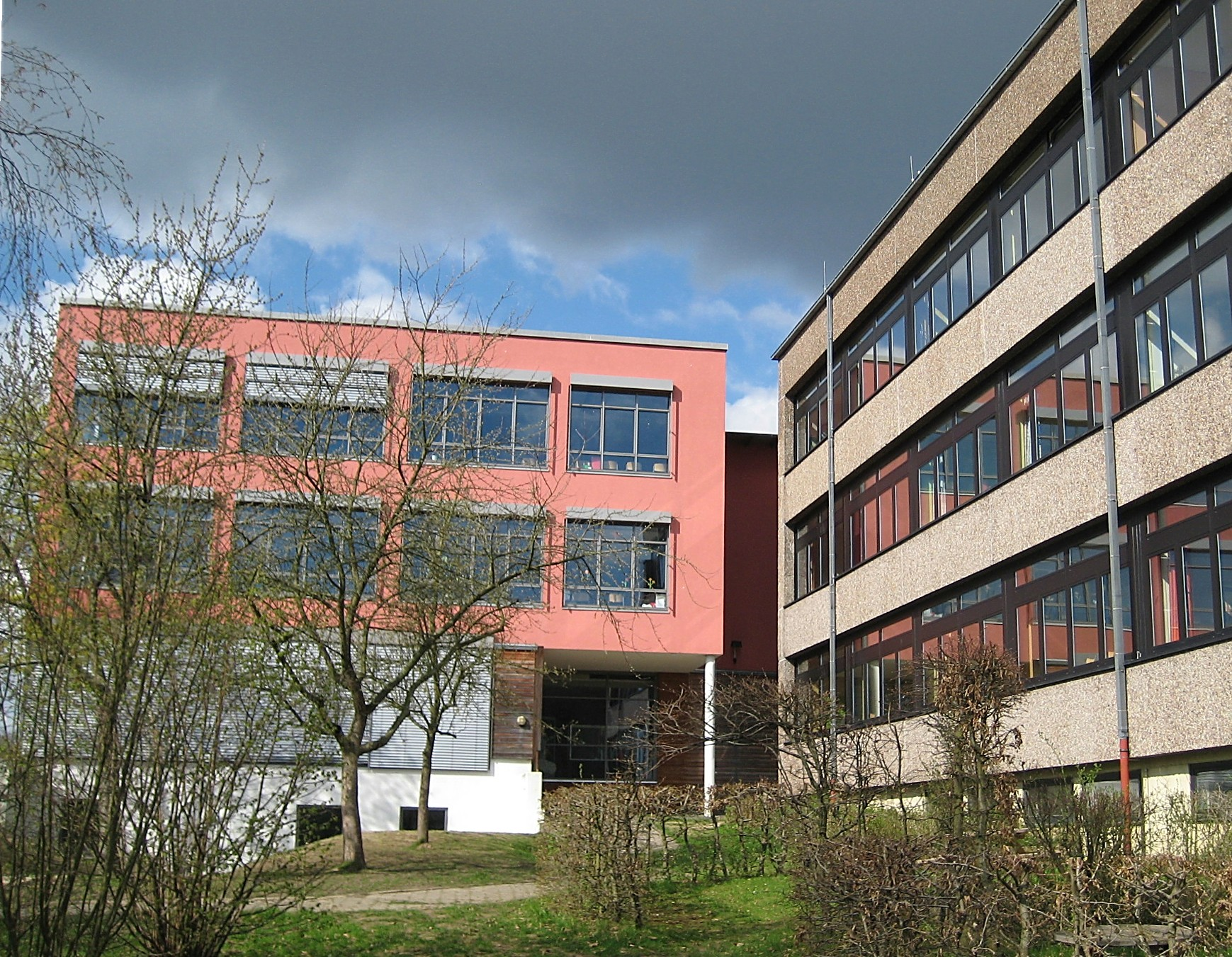
Südwestfront

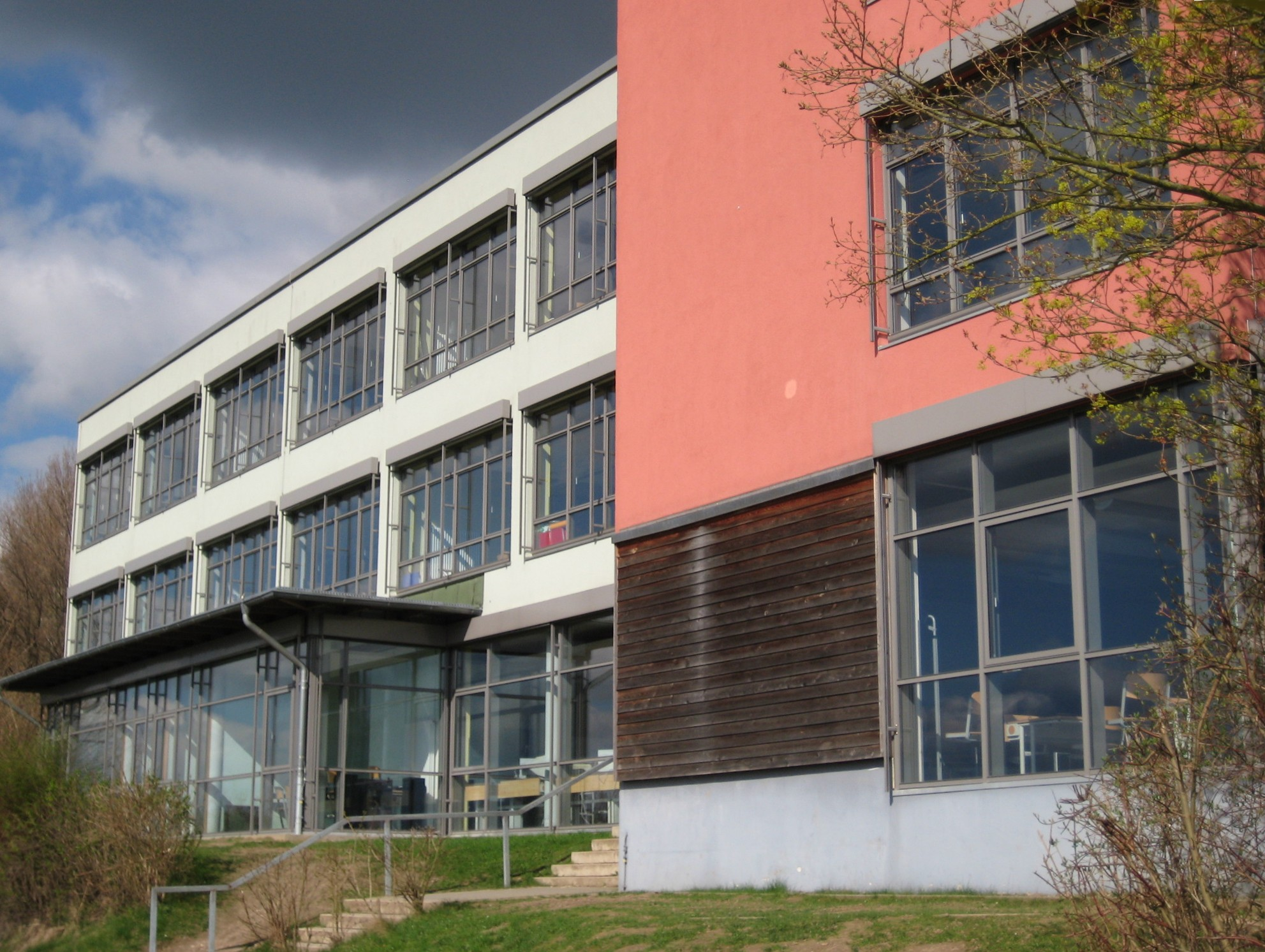
Westseite

Aula mit Theater

Das Widukind-Gymnasium Enger (schulintern kurz: WGE) ist eine weiterführende Schule in der ostwestfälischen Stadt Enger im Kreis Herford in Nordrhein-Westfalen. Es ist nach dem altsächsischen Herzog Widukind benannt.

## Allgemeines
Das am Stadtrand im Grünen gelegene Gymnasium hat rund 1000 Schüler, die von knapp 90 Lehrern unterrichtet werden (Stand: 2024). Seit dem Schuljahr 2023/2024 ist die Schule fünfzügig.
Die Schule verfügt über einen Schulgarten, mehrere Biotope für den Biologieunterricht, zwei Sporthallen sowie eine große Rasenfläche mit drei Bolzplätzen.
Der Altbau stammt aus den späten 1970er Jahren. In diesem sind die Klassen ab der siebten Jahrgangsstufe aufwärts untergebracht. Auch die jährlichen Abiturprüfungen werden darin durchgeführt. Der Neubau wurde Mitte der 2000er Jahre fertiggestellt. Dort befinden sich die Klassenräume der fünften und sechsten Jahrgangsstufe sowie mehrere Gruppenräume. Sowohl Altbau und Neubau verfügen über drei Etagen. Ein Anbau befindet sich derzeit in der Planung und soll 2026 fertiggestellt werden. In diesem Rahmen soll die Schülerbücherei durch einen Freiarbeitsbereich ersetzt werden.
Die Schule besitzt eine Schülerbücherei, Computerräume und Fachräume für Biologie, Chemie und Physik.
Die Musik spielt am Widukind-Gymnasium eine große Rolle: Für die fünften und sechsten Klassen wird jeweils eine „Musikklasse“ (Bläser oder Streicher) angeboten. Im Dezember findet jedes Jahr ein großes Weihnachtskonzert (in der historischen Engeraner Stiftskirche), im Frühling ein Sommerkonzert statt.
Für das Schuljahr 2023/2024 ist die Schule als Bündelungsgymnasium ausgewiesen.

## Projekte
Die Schule lehnt sich in der Projektarbeit an die Agenda 21 an, gehört seit 2000 zu den Umweltschulen Europas und führt in diesem Rahmen die Projekte
- Naturnahe Gestaltung des Schulgeländes,
- Naturschutz und Forschung vor Ort, z. B. am Hücker Moor,
- Partnerschaft mit Burkina Faso – für die dortige Partnerschule werden Veranstaltungen durchgeführt,
- Energiesparen in der Schule und
- AGs zum Thema Umweltschutz und Natur

durch.

### Ägypten-Projekt
Vor vielen Jahren wurde an der Schule das Ägypten-Projekt eingeführt, in dessen Rahmen die sechsten Klassen für zwei Tage nach Hannover fahren, um sich dort im Kestner-Museum mit der Geschichte des Alten Ägypten auseinanderzusetzen und über die gewonnenen Erkenntnisse Vorträge zu halten. Deren Bewertung fließt mit in die Zeugnisnote für das Fach Geschichte ein. Die Vorbereitung der Schüler auf das Seminar anhand von Lernmaterialien beginnt bereits mehrere Wochen vor dem Besuch des Museums.
Etwa eine Woche nach der zweitägigen Exkursion reisen die Schüler erneut nach Hannover, diesmal in Begleitung ihrer Eltern bzw. Familie, um diesen das gesammelte Wissen vorzutragen.

### Jazz-Rock-Ensemble
Neben dem Chor und dem Orchester gibt es seit August 2002 auch wieder eine Schulband im musikalischen Schulangebot. Das Jazz-Rock-Ensemble verfügt über ein sehr weitläufiges, selbst ausgesuchtes Repertoire von Stücken aller Musikrichtungen. Neben zahlreichen Konzerten innerhalb und außerhalb der Schule zählte zu den Höhepunkten der Auftritt auf dem Engeraner Kirschblütenfest. Ab der zwölften Jahrgangsstufe besteht zusätzlich die Möglichkeit, es im Bereich Instrumental- oder Vokalpraxis als künstlerisches Fach zu wählen.

### InternetsoapVoll krass – Das Leben!
Das Widukind-Gymnasium beteiligte sich mit einigen Schülern am Theaterpädagogikprojekt des Gymnasiums St. Kaspar Neuenheerse, das in Zusammenarbeit mit dem Landestheater Detmold und der Universität Bielefeld im Schuljahr 2006/2007 durchgeführt wurde.

### Schülerfirma
Seit dem Jahr 2017 verfügt die Schule über ein von Schülern betriebenes Handelsgeschäft, welches den Namen „Paper and Pen“ trägt. Dieses bietet Eis, Getränke und Schulmaterialien an. Der Handel wird ohne Gewinnerzielungsabsicht betrieben.

### Medien- und Internetscouts (MISs)
Die Medien- und Internetscouts (MISs) sind Mittel- und Oberstufenschüler, die mit der Unterstützung von Lehrkräften, innerhalb der Unter- und Mittelstufe Vorträge zur Mediensicherheit und dem Umgang mit dem Internet halten. Hierbei wird mit realitätsnahen Beispielen gearbeitet.

### Erasmus+
Die Schule nimmt am europäischen Erasmus+ Projekt Teil, wobei die Zusammenarbeit und der Austausch mit anderen europäischen Schulen z. B. in Frankreich, Italien, Belgien und den Niederlanden gefördert wird. Die Schüler und Schülerinnen erfahren, wie es ist in international, sozial und kulturell heterogenen Gruppen zu lernen und zu arbeiten und so den Anforderungen der europäischen Wissensgesellschaft gerecht zu werden.

## Sport
Das WGE ist schon mehrere Male Kreismeister mit Schulmannschaften verschiedener Sportarten geworden. Die Engeraner standen einmal mit der Fußballmannschaft im Bundesfinale in Berlin und landeten dort auf dem sechsten Platz.

## Ehemalige Schulangehörige
- Frederik Gößling (* 1977), Torwart-Trainer beim RB Leipzig
- Susanne Ihsen (1964–2018), Professorin an der Technischen Universität München
- Marcel Lenz, geborener Stadel (* 1987), Fußballprofi bei TuS Dassendorf
- Markus Rathey, Professor an der Yale University (USA)
- Frank Sorgatz und Bernd Gössling, Musiker und Mitbegründer der Synthie-Pop-Band Alphaville
- Karl-Heinz Wiesemann (* 1960), katholischer Bischof von Speyer
- Ali Dogan (* 1982), SPD-Politiker, von 2017 bis 2023 Sozialdezernent der Stadt Sankt Augustin, seit dem 1. Februar 2023 Landrat des Kreises Minden-Lübbecke
- Björn Schäffer, Musicaldarsteller (u. a. in Hinterm Horizont als Kmetsch)[9]
- Joachim Ebmeyer (* 1985), Bundestagsabgeordneter seit 2025[10]